# Чивина, Кондвани
Кондвани Чивина (англ. Kondwani Chiwina; род. 22 октября 1979) — малавийский легкоатлет, специалист по бегу на средние дистанции. Выступал на профессиональном уровне в 2000-х годах, призёр ряда крупных международных стартов, действующий рекордсмен Малави в беге на 800 метров в помещении, участник летних Олимпийских игр в Афинах.

## Биография
Кондвани Чивина родился 22 октября 1979 года. Начал заниматься лёгкой атлетикой во время учёбы в средней школе Mtendere Secondary School в округе Дедза, Центральная провинция Малави. Однажды ему потребовалось встретиться с родственником примерно в 11 км от школы, и в связи с нехваткой денег на автобус он решил преодолеть это расстояние бегом — он удивился, когда, несмотря на отсутствие специальной беговой обуви и какой-либо подготовки, сумел добраться до места всего за 48 минут. Этот успех подстегнул его спортивный интерес.
Будучи студентом, в 2003 году Чивина представлял Малави на Всемирной Универсиаде в Тэгу, где бежал 800 и 1500 метров — в обоих случаях в финал не вышел.
В 2004 году на чемпионате мира в помещении в Будапеште установил ныне действующий рекорд Малави в беге на 800 метров — 1:54.49, хотя этого оказалось недостаточно для выхода в полуфинальную стадию соревнований. Благодаря череде успешных выступлений удостоился права защищать честь страны на летних Олимпийских играх в Афинах, причём являлся знаменосцем малавийской делегации на церемонии открытия Игр. На предварительном квалификационном этапе установил личный рекорд в беге на 800 метров на открытом стадионе — 1:49.87, но в полуфинал не вышел.
В 2005 году в дисциплине 800 метров стартовал на Всемирной Универсиаде в Измире, не смог преодолеть предварительный квалификационный этап.